# Генчо Генчев (режисьор)
Генчо Атанасов Генчев е български режисьор.

## Биография
Роден е в град София на 27 февруари 1927 г. Завършва през 1957 г. ВГИК, Москва със специалност режисура.

## Филмография
- Черните рамки (1989)
- Подарък в полунощ (2-сер. тв, 1984)
- Къде живееш? (1983)
- Лосенските грънчари (1980)
- Саби и мечове (1980)
- Цитаделата отговори (1970)
- До града е близо (1965)
- На тихия бряг (1963)
- Маргаритка (1961)